# Hydroptila strepha
Hydroptila strepha är en nattsländeart som beskrevs av Ross 1941. Hydroptila strepha ingår i släktet Hydroptila och familjen smånattsländor. Inga underarter finns listade i Catalogue of Life.